# Ribeira (Natal)
Ribeira é um bairro histórico da cidade de Natal, no estado do Rio Grande do Norte.
Inserido na zona leste da cidade, o bairro compreende duas áreas (utilizada pelo setor imobiliário): a Ribeira Histórica (parte baixa do bairro) e o Alto da Ribeira (parte alta do bairro). Depois de uma série de ações promovidas para a revitalização do bairro, o mesmo está recebendo diversos investimentos, principalmente a instalação de vários arranha-céus na região tais como o edifício Mirante João Olímpio Filho, o maior da cidade. Tal fenômeno é atribuído pela Lei de Operação Urbana da Ribeira, de 1997, que foi revisada em 2007. Esta lei concede uma série de benefícios fiscais e construtivos a fim de reabitar o bairro, restaurar prédios históricos e atrair novos investimentos.
A Ribeira faz limite com o rio Potenji (ao Oeste), os bairros de Santos Reis e Rocas (ao Norte), Tirol e Petrópolis e Rocas (ao Leste) e Cidade Alta (ao Sul).
O bairro abriga tradicionalmente dezenas de repartições públicas, notadamente a sede estadual da Companhia Brasileira de Trens Urbanos (CBTU) e Departamento Nacional de Obras Contra as Secas (Dnocs), Companhia de Processamento de Dados do Rio Grande do Norte (Datanorte), Junta Comercial do Rio Grande do Norte (Jucern), Juizado Especial Cível, Fundação Procon, sede da Delegacia Regional do Trabalho (DRT-RN), Central de Atendimento ao Contribuinte da Receita Federal (CAC-RN), Instituto Técnico-Científico de Polícia (ITEP-RN), Companhia Docas do Rio Grande do Norte (Codern), além de agências do Banco do Brasil e da Caixa Econômica Federal.

## História
O historiador potiguar Câmara Cascudo explica assim a origem do nome do bairro:
| “ | Ribeira porque a praça Augusto Severo era uma campina alagada pelas marés do Potengi. As águas lavavam os pés dos morros. Onde está o Teatro Alberto Maranhão, tomava-se banho salgado em fins do século XIX. O português julgava estar vendo uma ribeira. O terreno era quase todo ensopado, pantanoso, enlodado. Apenas alguns trechos ficavam a descoberto nas marés altas de janeiro. | ” |

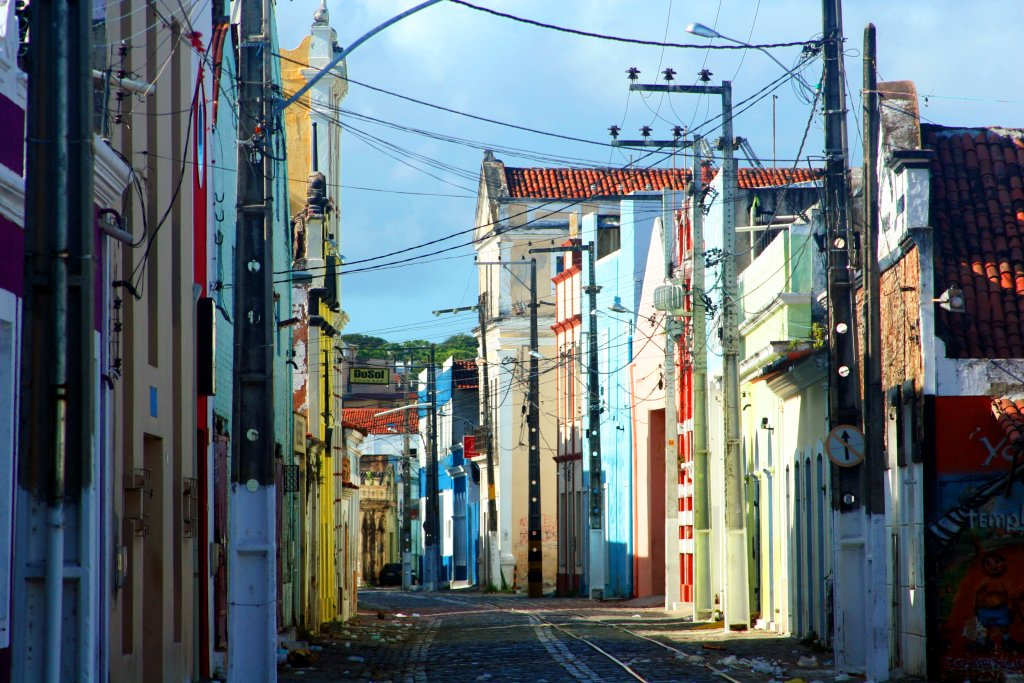
A Rua Chile tem significativa importância histórica no bairro. Atualmente é cenário de importantes eventos culturais.

A Ribeira é berço de importantes personalidades natalenses. Lá viveram Café Filho, Câmara Cascudo, Henrique Castriciano, Ferreira Itajubá,Zé Areia, Pedro Velho, Newton Navarro, Aderbal de França, Erasmo Xavier e Januário Cicco, entre outros.

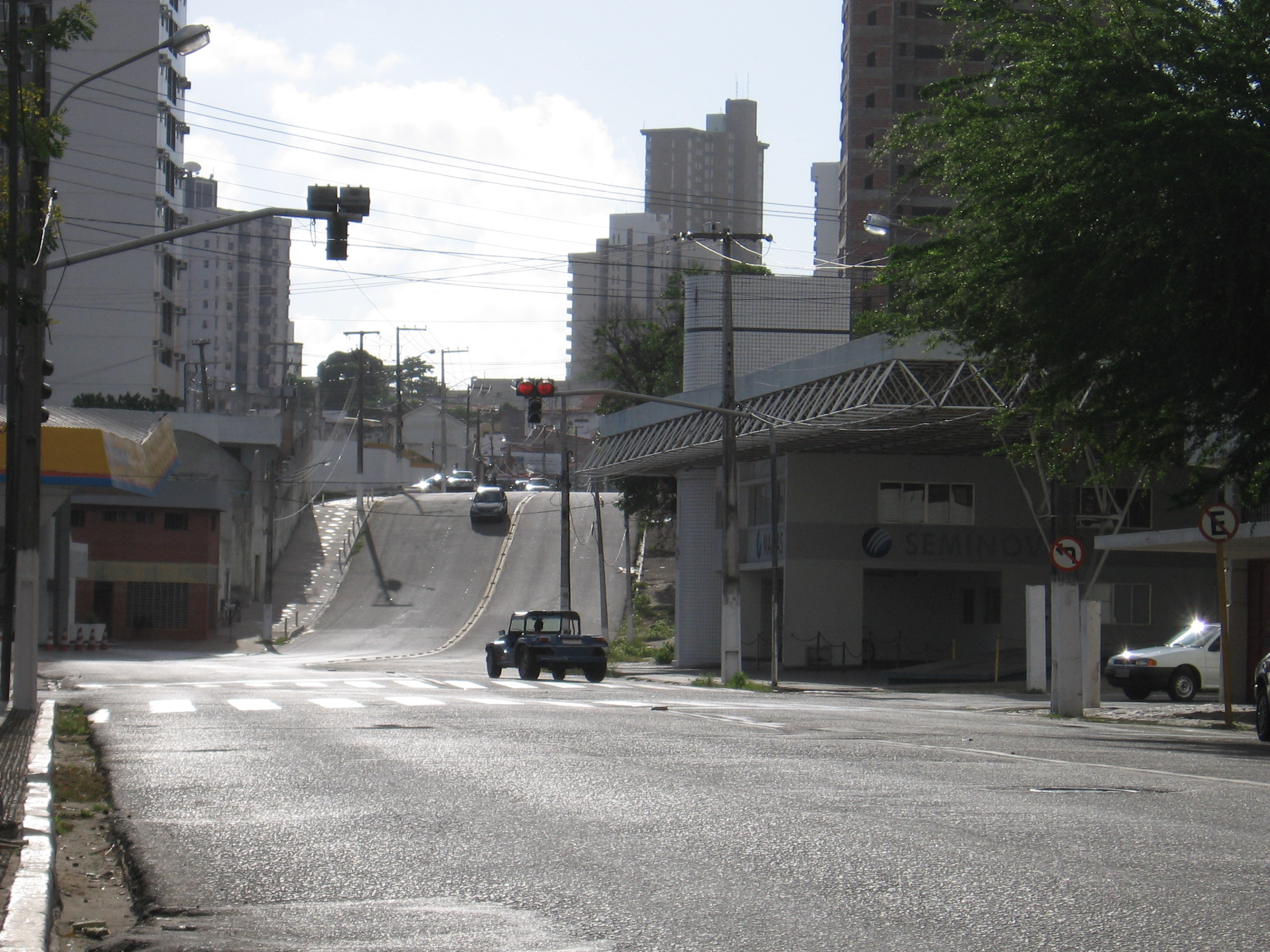
A Ladeira da Marpas (ao fundo) na Av. Gustavo Farias marca a divisão entre a Ribeira Histórica (parte baixa) e o Alto da Ribeira (parte alta).

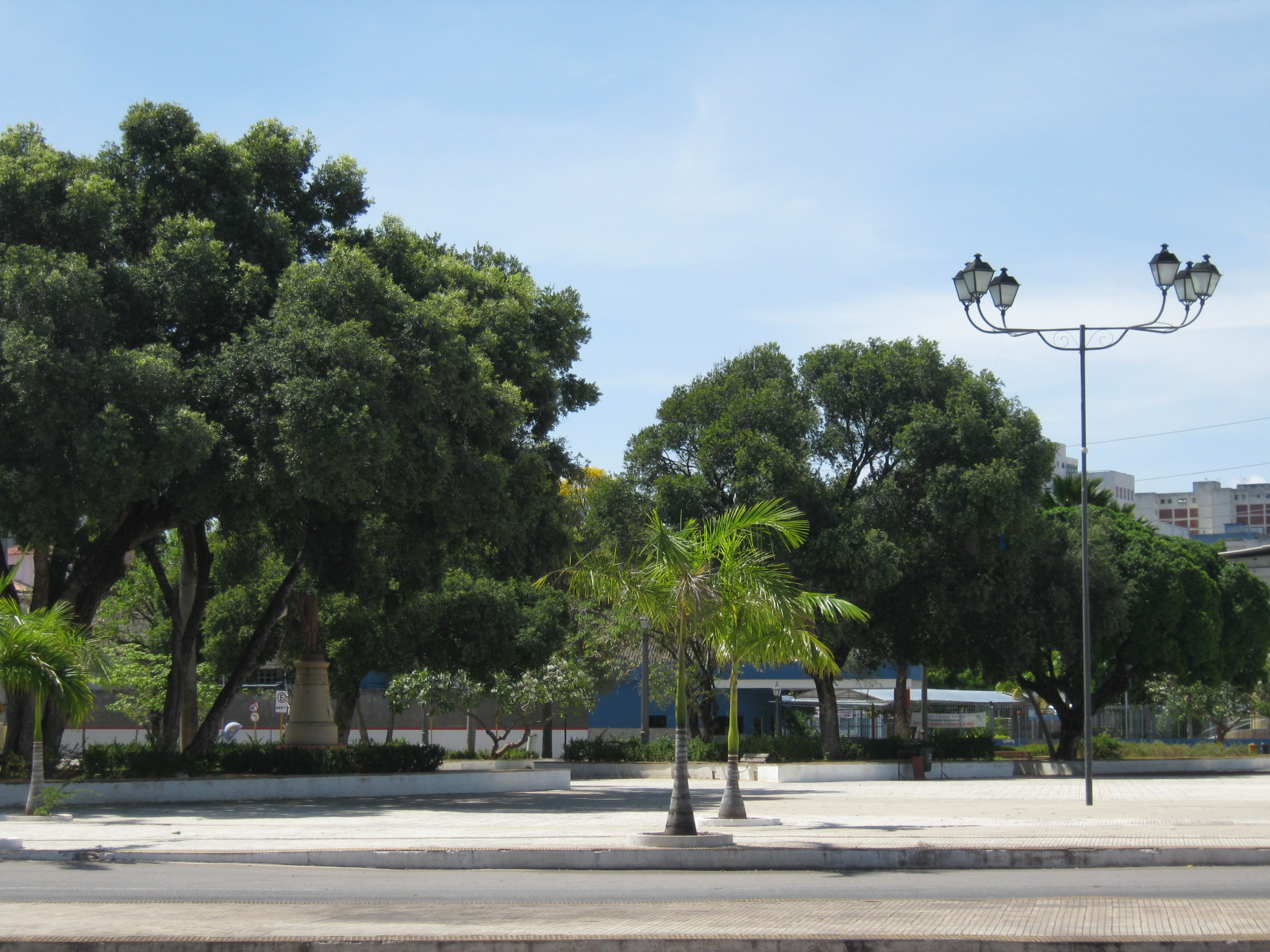
Praça Augusto Severo, conhecida popularmente como "Largo do Teatro", localizada na Ribeira Histórica.

Mas em 1838, lá existiam somente quatro ruas: a rua do Aterro, a rua Duque de Caxias, a rua Silva Jardim e a rua da Alfândega. A primeira é hoje conhecida como Junqueira Aires, enquanto a rua da Alfândega tornou-se rua do Comércio e desde 1932 é chamada de Rua Chile.
A Ribeira é o segundo bairro de Natal. No início, era conhecido como Cidade Baixa, em oposição ao bairro mais antigo, a Cidade Alta.
A partir de meados do século XIX, consolidou-se o comércio na região, de artigos que chegavam e partiam pelo rio Potenji, em uma relação negocial dominada por Pernambuco. Mais tarde, essa vocação da região para centro de comércio de mercadorias pelos navios se consolidaria com a conturbada construção do Porto de Natal.
Entre 1869 e 1902, a sede da Administração Provincial funcionou na Rua do Comércio (atual Rua Chile), na Ribeira, retornando em seguida para a Cidade Alta.
Em 1897, quando Natal só tinha os bairros da Ribeira e da Cidade Alta, Olympio Tavares, então vice-presidente da Intendência Municipal, fez realizar o primeiro censo demográfico da cidade, que apontou a existência de 2.800 moradores, na maioria solteiros e analfabetos. Outros censos foram depois realizados, sem jamais registrar população superior a esta.
Em 1905, foi inaugurada a Praça Augusto Severo, em homenagem ao norte-riograndense pioneiro da aviação morto no acidente do dirigível Pax. Alguns anos mais tarde, ela receberia estátuas de Nísia Floresta e do próprio Augusto Severo. Por duas vezes, em 1930 e em 1933, um balão dirigível de fabricação alemã, o Graf Zeppelin, sobrevoou Natal e jogou homenagens para o aeronauta potiguar sobre a praça que levava seu nome.
A praça recebeu melhorias e tornou-se importante ponto de encontro. Ao seu redor foram construídos prédios tradicionais, como o Teatro Carlos Gomes (hoje Teatro Alberto Maranhão), o Cine Polytheama (primeiro cinema de Natal), a Antiga Escola Doméstica de Natal, o Grupo Escolar Augusto Severo (que também foi sede do Atheneu e da Faculdade de Direito), o Colégio Salesiano São José, a Estação Rodoviária de Natal (hoje transformada em museu), e a Estação da Great Western.
No início do século XX, foi o primeiro bairro de Natal a receber iluminação pública.
Nos anos 1940, funcionava no bairro o mais importante hotel da cidade, o Grande Hotel, que hospedou importantes personalidades durante a Segunda Guerra Mundial. O bairro foi o núcleo do comércio da cidade, até perder espaço, após a Guerra, para a Cidade Alta e o Alecrim.
Em 1966, começaram a circular as balsas que faziam a travessia Natal-Redinha.
Em 1983, foi concluída a drenagem e o esgotamento sanitário do bairro, e em 1990, passou a integrar a Zona Especial de Preservação Histórica, juntamente com o bairro de Cidade Alta.
Na década de 1990, um projeto de revitalização incluiu a recuperação das fachadas dos imóveis da Rua Chile, e a ampliação da iluminação e do calçamento.

## Atrações

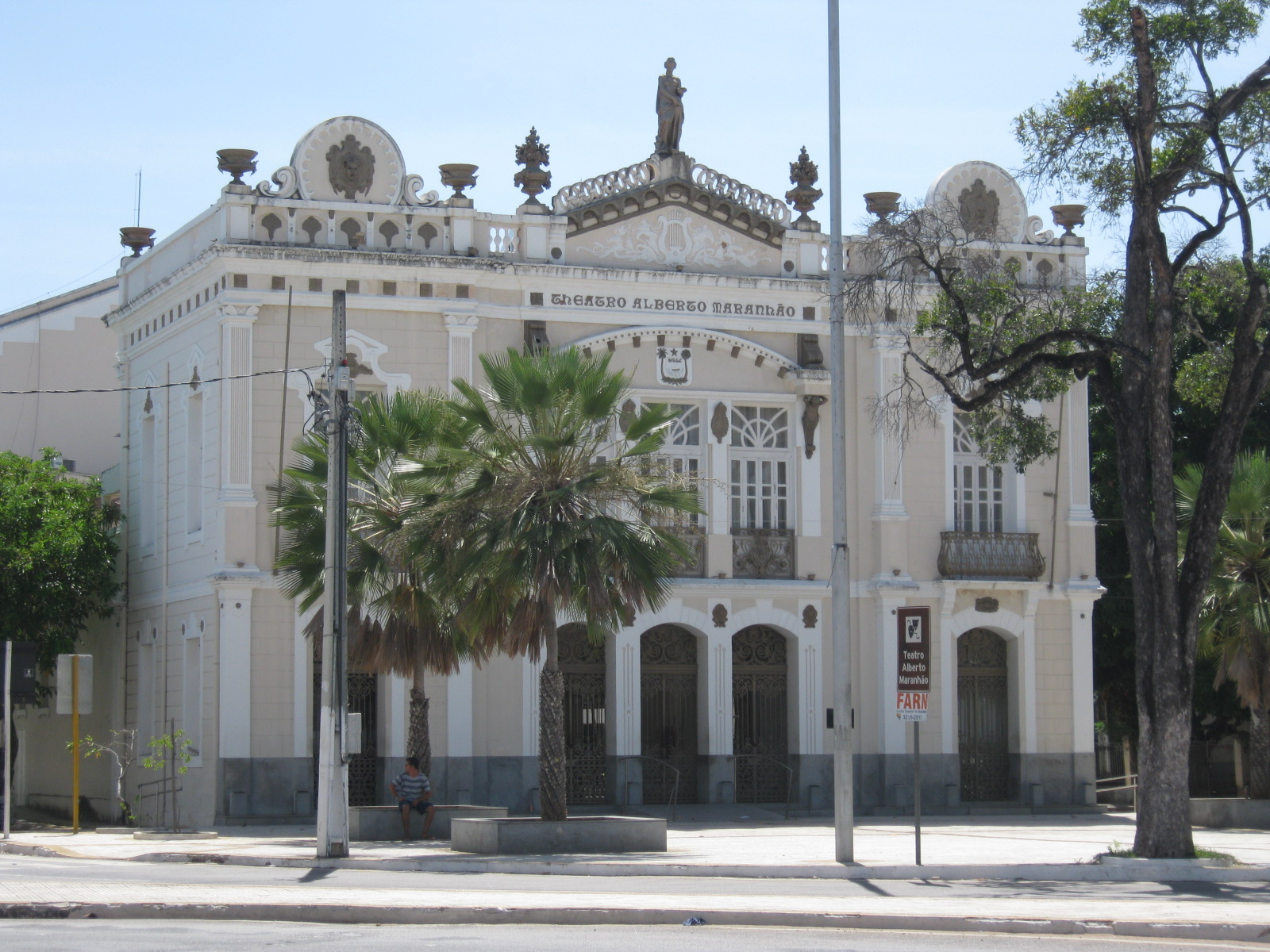
Teatro Alberto Maranhão, na Ribeira

O Circuito Histórico, Turístico e Cultural da Ribeira compreende trinta atrações. Dele fazem parte:
- O Teatro Alberto Maranhão: um dos prédios mais belos da capital potiguar,[5] teve sua construção iniciada em 1898. De estilo art-nouveau, é tombado pelo Patrimônio Histórico e Artístico do Rio Grande do Norte.[6]
- O Centro Cultural Casa da Ribeira: ambiente que compreende uma sala de teatro, uma sala de artes visuais e uma sala de convivência, onde ocorrem saraus, conferências e lançamentos de livros.
- A Rua Chile: de noite agitada, local de eventos como o festival Música Alimento da Alma (Mada) e o Encontro Natalense de Escritores (ENE).
- O Museu de Cultura Popular Djalma Maranhão: inaugurado em 2008, no prédio do antigo Terminal Rodoviário de Natal.
- As casas de personagens importantes do bairro, como a do ex-presidente Café Filho, a do poeta Ferreira Itajubá e a do médico Januário Cicco.
- A Praça Augusto Severo, e os monumentos e prédios históricos ao seu redor.
- O Circuito Cultural Ribeira, evento realizado com o intuito de atrair frequentadores para o bairro por meio de atrações culturais.

## População
Em 2007, o bairro abrigava uma população de 2.110 pessoas, que residiam em 631 domicílios, ocupando uma área de 60,5 hectares.
Metade dos imóveis da Ribeira tem finalidade residencial  e um terço dos domicílios é alugado.

## Transporte e Segurança
O bairro abriga o Porto de Natal, e é servido por 48 linhas de ônibus. Possui seis delegacias especializadas, um batalhão de Polícia Militar e um centro de detenção provisória.

## Educação
Cerca de 60% dos responsáveis por domicílios no bairro possuem mais de oito anos de estudo, e oitenta e dois por cento da população total do bairro é alfabetizada.
O Colégio Salesiano São José é a única instituição de ensino do bairro.

## Economia

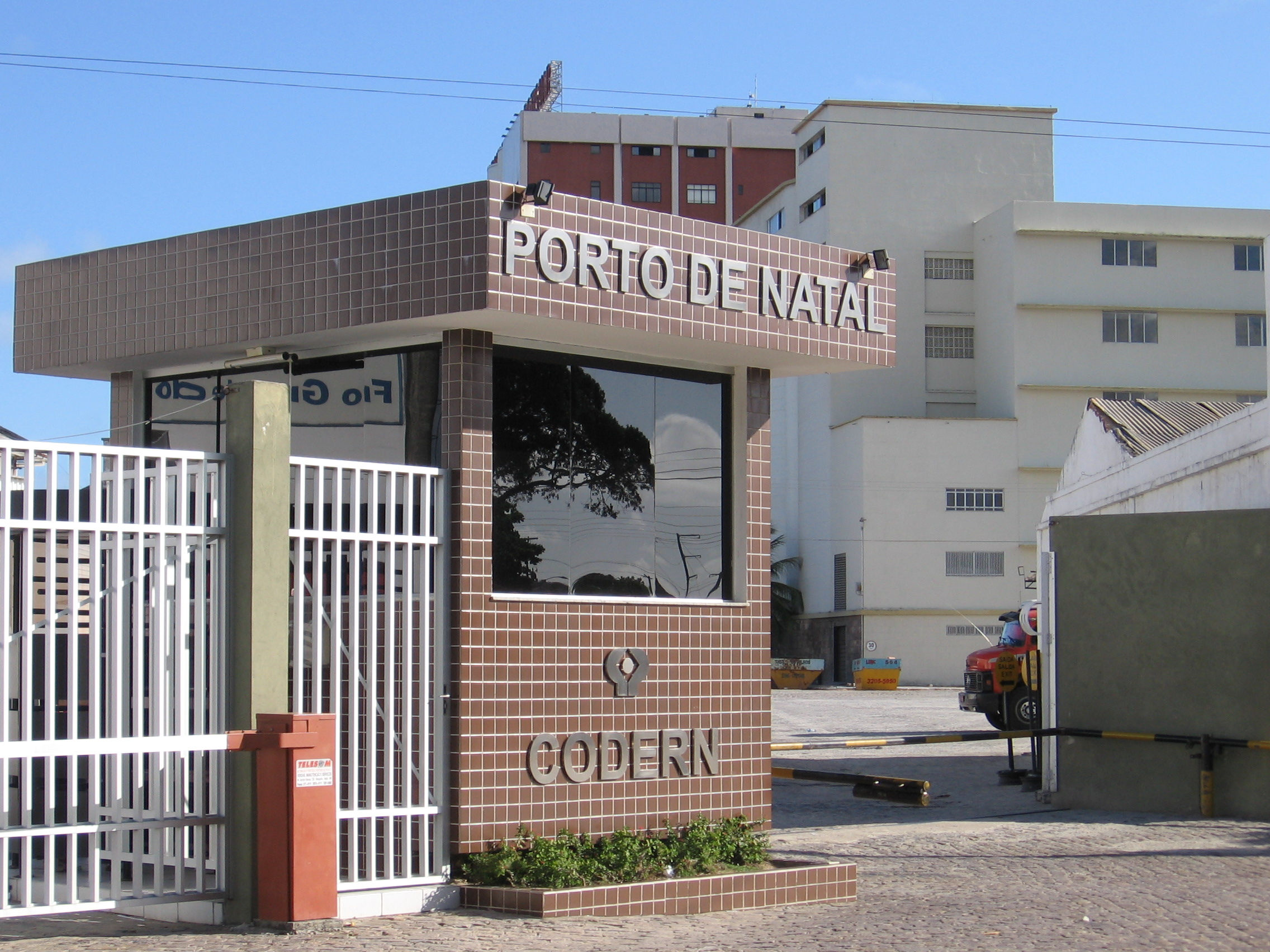
Entrada do Porto de Natal, na Ribeira

Das 620 empresas lá estabelecidas em 2006, cerca de 42% dedicavam-se ao comércio (sobretudo o varejista), 34% aos serviços e 24% à indústria.
O rendimento mensal médio dos moradores da Ribeira era de 11,29 salários mínimos em 2000, maior do que a média do município de Natal e da Região Administrativa Leste 
No entanto, quase a metade da população vive em domicílios com renda de até cinco salários mínimos.
No bairro está localizado um assentamento precário: a Favela do Maruim, que reúne 572 pessoas em 143 edificações.